# جون موراي كامبل
جون موراي كامبل هو سياسي كندي، ولد في 14 مايو 1931 في كندا. حزبياً، نشط في الرابطة التقدمية المحافظة في ألبرتا ‏. وقد انتخب عضو الجمعية التشريعية ألبرتا.